# Haqvin Fogelberg
Carl Haqvin Fogelberg, född 3 april 1869 i Ingatorp, död 16 juni 1912 i en järnvägsolycka i Malmslätt, var en svensk kapten i Väg- och vattenbyggnadskåren och civilingenjör verksam som tekniker och företagsledare inom järnvägsbyggande. Han var far till Gunnar Fogelberg.
Efter examen vid Kungliga Tekniska högskolan 1891 arbetade Fogelberg som biträdande ingenjör vid statens järnvägsbyggnader 1891–1893. Han arbetade senare en period vid Gävle stads byggnadskontor och vid Nedre norra väg- och vattenbyggnadsdistriktet. Från 1897 arbetade Fogelberg för ett flertal svenska privatjärnvägar som ingenjör och i chefsbefattningar. Han var kontrollingenjör vid byggandet av bland annat Sala-Gysinge-Gävle Järnväg, Mora-Elfdalens Jernväg och Falun-Västerdalarnes Järnväg. Åren 1899–1902 var han bandirektör vid Gävle-Dala Järnväg. Efter några år som verkställande direktör vid Mellersta Blekinge järnväg blev han 1907 verkställande direktör för Stockholm–Roslagens Järnvägar. Fogelberg är begravd på Norra begravningsplatsen utanför Stockholm.